# Loveniidae
A Loveniidae család a tengerisünök osztályához tartozik.

## Rendszerezés
A családba az alábbi 10 nem tartozik:
- Atelospatangus
- Breynia
- Echinocardium
- Gualtieria
- Hemimaretia
- Hemipatagus
- Laevipatagus
- Lovenia
- Pseudolovenia
- Semipetalion

## Lásd még

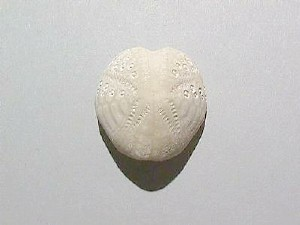

Fehér szívsün